# Rudolf Hauser (Radsportler)
Rudolf Hauser (* 22. November 1937 in Goldach) ist ein ehemaliger Schweizer Radrennfahrer und nationaler Meister im Radsport.

## Sportliche Laufbahn
Im Jahr 1958 begann Hauser mit dem Radsport. Schon 1959 qualifizierte er sich mit dem Sieg im Strassenrennen von Stäfa für die damalige A-Klasse der Amateure in der Schweiz. Nachdem er 1960 mehrere Podiumsplätze errungen hatte, gewann er ein Jahr später das Bergrennen von Martigny. 1962 konnte er den Sieg im traditionsreichen Rennen Rund in Berlin (West) davontragen. Nach weiteren vorderen Platzierungen bei heimischen Rennen wurde er für die Teilnahme an den UCI-Weltmeisterschaften im Strassenrennen nominiert, bei dem er den 30. Platz belegte. Im folgenden Jahr löste er eine Lizenz als Unabhängiger, um so auch an den Rennen der Berufsfahrer teilnehmen zu können. Er erhielt einen Vertrag bei dem italienischen Team Cynar. Mit der Nordwestschweizer Rundfahrt und der Schellenberg-Rundfahrt gewann er zwei renommierte Rennen. 1964 wurde er nationaler Meister im Strassenrennen der Berufsfahrer. Er nahm wie auch 1963 erneut an der Weltmeisterschaft teil. Viermal bestritt er die heimische Tour de Suisse, Rang 15 1967 war sein bestes Ergebnis im Gesamtklassement. 1967 bestritt er die Tour de France in der gemischten Mannschaft Luxemburg/Schweiz, schied jedoch auf der 8. Etappe aus dem Rennen aus. Bis 1968 war er als Berufsfahrer aktiv, dann beendete er seine Laufbahn.